# 川千家
川千家（かわちや）は、東京都葛飾区柴又にある鰻料理を中心に川魚料理を出す老舗企業である。
帝釈天の通りに面したうなぎ川魚料理の専門店であるが、反対の通りに面してビルもあり、飲食の店舗としては大型店である。

## 歴史
創業は安永年間であると言われる。柴又帝釈天で帝釈天の板本尊が1778年に発見され、江戸市中などから柴又へ参拝に来る客が増えて、そうした客をもてなすために、近隣の農家が副業で江戸川でとれる川魚料理を振る舞うようになったのが、柴又界隈に川魚料理店ができた機縁と言われている。
川千家もそうした中でできた店の一つで、天明年間にはさらに参拝客が増え、この近辺には宿泊施設も兼ねた茶屋も多くできた。
1900年に金町駅から柴又に鉄道（京成線ではなく人力車両）が通った頃には、それまで川沿いにあった川千家は現在の参道に移転した。
当主は7代目 天宮吉五郎、8代目 天宮久七、9代目 天宮慶久、現在は10代目 天宮久嘉にあたる。
川千家には多くの著名人も訪れ、川甚と共に柴又を代表する川魚料理屋になっている。
帝釈天の通りに面して食事処、反対の通りに面して料亭入口となっている。
千葉県旭市にある川千家は暖簾分け。他にも同屋号を掲げる店がいくつか存在する。

## 主なメニュー
食堂メニュー
- うな重
- 天重
- 鯉料理
- ドジョウ料理

お座敷メニュー
- コース料理[2]

## 川千家が登場する作品
川千家は柴又を舞台にした映画・テレビ・漫画にしばしば登場した。
獅子文六作「大番」（1955年）では撮影に使われ、淡島千景と加東大介が訪れた。
国民的映画シリーズ「男はつらいよ」では帝釈天参道の撮影の際に何度も登場し、ロケ地として協力している。第23作目では結婚式会場として登場している。
山田洋次監督「東京家族」（2013年）では親子の出会いの場として同店内で撮影されている。
TBS系列「さんまのSUPERからくりTV」ではレギュラーコーナーの撮影場所として和個室が使用されていた。
「こちら葛飾区亀有公園前派出所」では第502話「中川サミットIN東京の巻」にて、中川圭一の一族が会談を行うために当店を利用しているシーンがある。

## 交通
- 京成金町線柴又駅から徒歩数分 - 正月など多客期は混雑する。
- 京成バス（小55系統、金町駅〜柴又帝釈天〜新柴又駅〜京成小岩駅入口〜小岩駅）柴又帝釈天バス停下車徒歩数分
- 北総鉄道北総線新柴又駅から徒歩約15分
- 矢切の渡し柴又側船着場より徒歩約7分